# Њу Ривер (Вирџинија)
Њу Ривер (енгл. New River) насељено је место без административног статуса у америчкој савезној држави Вирџинија.

## Демографија
По попису из 2010. године број становника је 244.
| Група             | 2000.    | 2010.       |
| Белци             | 0 (0,0%) | 141 (57,8%) |
| Афроамериканци    | 0 (0,0%) | 93 (38,1%)  |
| Азијати           | 0 (0,0%) | 0 (0,0%)    |
| Хиспаноамериканци | 0 (0,0%) | 3 (1,2%)    |
| Укупно            | 0        | 244         |